# تيموثي جوزيف هارينجتون
تيموثي جوزيف هارينجتون (بالإنجليزية: Timothy Joseph Harrington)‏ هو قسيس أمريكي، ولد في 19 ديسمبر 1918 في ماساتشوستس في الولايات المتحدة، وتوفي في 23 مارس 1997.